# Украинский военный контингент в Афганистане
Украинский военный контингент в Афганистане (укр. Український військовий контингент в Афганістані) — подразделение вооружённых сил Украины, который нёс службу на территории Афганистана в составе войск НАТО и их союзников.

## История

### 2007—2014
26 января 2007 года президент Украины Виктор Ющенко подписал указ «О направлении миротворческого персонала Украины для участия в операции Международных сил содействия безопасности в Исламской Республике Афганистан», которым разрешил участие в операции в Афганистане контингента из 10 военнослужащих. 15 февраля 2007 министр обороны А. С. Гриценко сообщил, что в Афганистан будут направлены военные медики.
Военнослужащие украинского контингента в Афганистане проходили службу в составе литовского контингента в Афганистане.
По состоянию на 15 июля 2007 года, в Афганистане находился один военный врач.
В начале 2008 года начальник оборонного колледжа НАТО генерал-лейтенант Марк Ванкейрсбилк предложил Украине «расширить участие в операции в Афганистане». После этого, в феврале 2008 министр обороны Украины Ю. И. Ехануров сообщил, что в Афганистане находятся три офицера украинской армии и участие Украины в операции НАТО в Афганистане планируется расширить.
В дальнейшем, президент Украины Виктор Ющенко уполномочил главу украинской миссии при НАТО И. М. Сагача подписать соглашение с НАТО о участии страны в миссии ISAF.
10 апреля 2008 года Ю. И. Ехануров сообщил, что численность украинского военного персонала в Афганистане будет увеличена с трёх до восьми военнослужащих, но «пять военнослужащих различных специальностей» поедут в Афганистан после прохождения подготовки в Швеции.
21 мая 2008 года Кабинет министров Украины принял постановление № 733-р о предоставлении Афганистану гуманитарной помощи на сумму 6,56 млн. гривен из средств резервного фонда государственного бюджета. 29 мая 2008 года из Киева в Кабул на самолёте Ил-76 была доставлена гуманитарная помощь (медицинское оборудование, продукты питания, пожарные спецкостюмы, снаряжение для спасателей и др.) на общую сумму 1 млн. гривен.
В ноябре 2009 года численность контингента Украины составляла 10 военнослужащих.
20 ноября 2009 года Совет национальной безопасности и обороны Украины принял решение о увеличении максимальной численности украинского контингента в Афганистане с 10 до 30 военнослужащих
20 октября 2010 года министр обороны Украины М. Б. Ежель сообщил, что количество украинских военнослужащих в Афганистане будет увеличено с 13 до 21 человека.
В феврале 2011 года генеральный секретарь НАТО Андерс Фог Расмуссен предложил Украине направить в Афганистан военных советников и инструкторов для подготовки и обучения афганских военнослужащих и полицейских.
5 апреля 2011 года министерство обороны Украины сообщило, что с начала деятельности украинских сапёров в Афганистане в мае 2010 года до 5 апреля 2011 года ими было уничтожено 11 125 взрывоопасных предметов, в числе которых было 11 самодельных взрывных устройств. Помимо разминирования местности, украинские сапёры выполняли работы по содержанию и ремонту инженерных заграждений.
C начала 2012 года в составе украинского контингента в Афганистане действовали две группы сапёров (группа разминирования и группа уничтожения взрывоопасных предметов), военные медики и группа из четырёх штабных офицеров. В распоряжение украинских сапёров США передали несколько роботов-сапёров американского производства.
4 мая 2012 года, после акклиматизации служебной собаки-миноискателя в климатических условиях Афганистана и окончания её обучения на поиск взрывоопасных предметов, в составе сапёрного подразделения начала работу кинологическая группа (один инструктор-кинолог и одна собака-миноискатель).
Украинские военнослужащие принимали участие в техническом обслуживании вертолётов Ми-17 афганской армии и обучении их экипажей и авиатехников афганских ВВС.
10 октября 2012 года на совещании в Брюсселе министр обороны Украины Д. А. Саламатин сообщил руководству стран НАТО, что Украина намерена продолжить участие в операции в Афганистане и после 2014 года.
По состоянию на 1 августа 2013 года, численность контингента составляла 26 военнослужащих.
В конце августа 2013 года контингент насчитывал 15 военнослужащих, после подписания технического соглашения между Украиной и Италией о совместном выполнении задач в Афганистане он был переведён из города Чагчаран (провинция Гор) в город Герат (административный центр провинции Герат).
В дальнейшем, численность контингента была увеличена до 30 военнослужащих (среди которых были офицеры-связисты, специалисты по разминированию и военные медики). 25 февраля 2014 украинский военно-медицинский персонал (три врача, работавшие в составе польского контингента ISAF в провинции Газни) был выведен из Афганистана.
17 сентября 2014 министерство обороны Украины сообщило, что украинский контингент продолжает нести службу в городе Герат на военной базе «Арена», которая подчинена Региональному командованию «Запад» (ISAF Regional Command West).
К концу 2014 года численность украинского контингента в Афганистане была уменьшена с 30 до 10 военнослужащих.
29 декабря 2014 представитель Украины при НАТО Егор Божок сообщил, что Украина продолжит участие в операции в Афганистане после 2014 года — и направит советников и инструкторов для участия в операции НАТО «Решительная поддержка».

### 2015 — 2021
30 марта 2015 года президент Украины П. А. Порошенко подписал указ № 185 об участии Украины в операции НАТО «Решительная поддержка», утвердив численность украинского контингента в Афганистане в размере 30 военнослужащих.
По данным Национальной академии сухопутных войск Украины, в период с начала деятельности в Афганистане до лета 2016 года военнослужащие украинского контингента обнаружили и уничтожили свыше 15 тысяч взрывоопасных предметов (в том числе, самодельных взрывных устройств и неразорвавшихся боеприпасов)
В первом полугодии 2016 года украинские сапёры занимались разминированием местности в провинции Герат (в основном, на автодорогах в районе военной базы НАТО Camp Arena).
9 ноября 2017 глава миссии Украины при НАТО В. В. Пристайко сообщил о намерении Украины увеличить численность контингента в Афганистане.
По состоянию на 8 июня 2018 года численность украинского контингента в Афганистане составляла 11 военнослужащих. Всего в течение 2018 года в операции в Афганистане приняли участие 16 военнослужащих.
В июне 2019 - июне 2021 гг. численность военного контингента Украины составляла 21 военнослужащий.
14 апреля 2021 года президент США Джо Байден объявил о планах начала вывода американских войск из Афганистана в мае 2021 с завершением этого процесса к 11 сентября 2021 года. В дальнейшем обстановка в стране осложнилась, под контролем движения "Талибан" оказались новые районы. 1 - 5 июня 2021 года украинский контингент (21 военнослужащий) был эвакуирован из Афганистана на транспортном самолете Ил-76МД военно-воздушных сил Украины.
15-16 августа 2021 года талибы окружили и заняли Кабул. Правительством Украины был отправлен самолёт Ил-76 в международный аэропорт Кабула, на борту которого были вывезены 79 человек (восемь граждан Украины, а также граждане Хорватии, Голландии, Белоруссии и Афганистана). Кроме того, граждане Украины покидали Афганистан на самолётах иностранных авиакомпаний. В итоге, по состоянию на 16 августа 2021 в ходе эвакуации из международного аэропорта Кабула самолётами было вывезено свыше 30 находившихся в стране граждан Украины.
22 августа 2021 года в Афганистан был отправлен второй Ил-76, после вылета из Кабула с пассажирами на борту совершивший посадку в аэропорту иранского города Мешхед, но после дозаправки там вернувшийся в Киев. 23 августа 2021 был совершен третий авиарейс, на котором были вывезены 98 человек. В общей сложности, на первых трёх рейсах украинских самолётов из Афганистана было эвакуировано 256 человек.
28 августа 2021 года в аэропорту "Борисполь" приземлился четвёртый самолёт, после встречи которого глава офиса президента Украины А. Б. Ермак сообщил, что Украина завершает эвакуацию граждан из Афганистана.

### Дальнейшие события
20 августа 2021 года сотрудник госдепартамента США Нед Прайс заявил на пресс-конференции, что Украина входит в число стран, которые согласились принять на своей территории беженцев из Афганистана. 25 августа 2021 эвакуированные на украинских самолётах 65 граждан Афганистана обратились в государственную миграционную службу Украины с просьбой о предоставлении им статуса беженцев и права на проживание на территории Украины, в дальнейшем они были отправлены для временного размещения в Одессе. К 30 августа 2021 года количество беженцев из Афганистана в Одессе превысило 100 человек.
30 сентября 2021 года министр иностранных дел Украины Д. И. Кулеба сообщил о намерении правительства Украины отправить в Афганистан ещё один самолёт для эвакуации желающих выехать из страны.